# Ambrosius Frobenius
Ambrosius Frobenius (1537-1602) (* Basileia, 1537 † Basileia, 1602) foi publicador, livreiro e editor suíço. Era filho do livreiro Hieronymus Frobenius (1501-1563), irmão de Aurelius Frobenius (1539-1587) e neto de Johannes Frobenius (1460-1527).

## Obra
- Talmude, obra em hebraico completa (Simon Günzburg, 2 Abr 1578)[3]